# Trinkbrunnen Albisriederplatz

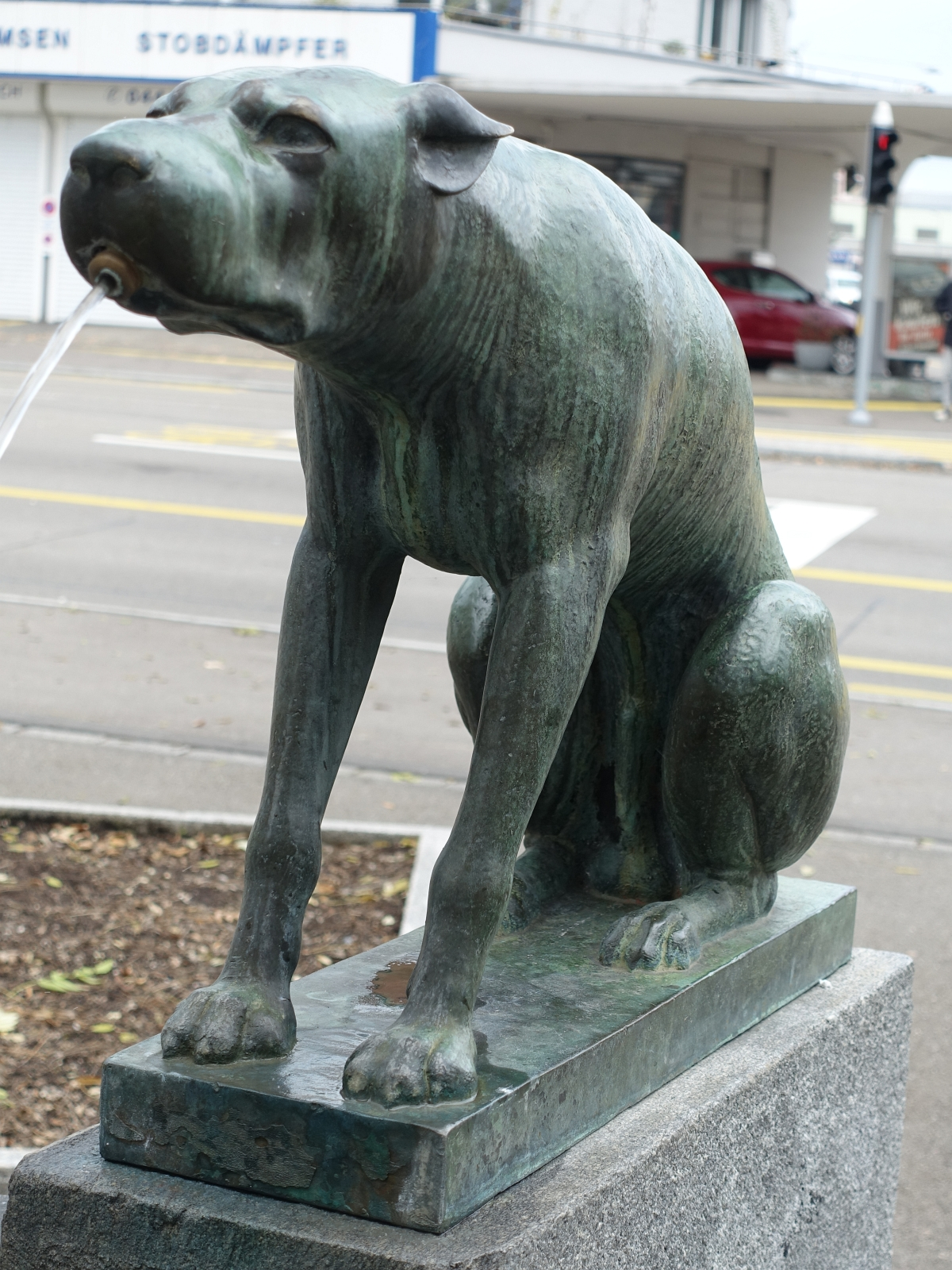
Markwalders Hundefigur

Der Trinkbrunnen Albisriederplatz ist ein Brunnen in Zürich. Im Brunnenguide der Stadt Zürich wird er unter der Nummer 193 geführt.

## Geschichte und Beschreibung
In den späten 1920er Jahren wurden zahlreiche künstlerisch ausgestaltete Trinkbrunnen in Zürich aufgestellt. Der Brunnen am Albisriederplatz besteht aus einem trichterförmigen Trog aus Segheria-Granit mit einem angefügten Postament, auf dem die in Bronzeguss gefertigte Figur eines großen, doggenartigen Hundes mit zurückgelegten Ohren sitzt. Dieser Hund dient als Wasserspeier. Er wurde von Hans Markwalder gefertigt, während der Brunnentrog ein Werk des Bildhauers Luigi Zanini ist. Das Brunnenprogramm in Zürich wurde damals offenbar sehr forciert. Markwalder hatte den Vertrag zur Anfertigung der Brunnenfigur im März 1929 unterschrieben und erhielt im August desselben Jahres bereits eine schriftliche Mahnung, weil er mit der Lieferung des Hundes zwei Monate im Verzug war.